# Marcusenius deboensis
Marcusenius deboensis es una especie de pez elefante eléctrico en la familia Mormyridae presente en el Río Níger y en los lagos Debo y Kainji. Es nativa de la Mali y Nigeria y puede alcanzar un tamaño aproximado de 250 mm.
Respecto al estado de conservación, se puede indicar que de acuerdo a la IUCN, no existen datos suficientes para esta especie que permita catalogarla en alguna categoría.